# Università del Delaware
L'Università del Delaware (o University of Delaware) è un'università statunitense pubblica con sede a Newark, nel Delaware.

## Storia
L'università fu fondata nel 1743 da Francis Alison e nel corso della propria storia ha cambiato denominazione svariate volte; inizialmente era parte integrante dell'Università della Pennsylvania e solo nel 1833 si distaccò il Newark College. Fra il 1859 ed il 1870 l'istituto rimase chiuso ma subì una crescita repentina nel corso del secolo successivo tanto da renderla l'università più grande dello Stato del Delaware; nel 2009 è stato siglato un importante accordo di partnership con la Chrysler. L'ateneo oltre alla sede principale a Newark vanta altri quattro campus minori a Dover, Wilmington, Lewes e Georgetown.
Nel 2019 l'università insieme al Winterthur Museum, Garden and Library ha avviato il Poison Book Project per identificare e catalogare libri noti per contenere sostanze velenose.

## Sport
I Fightin' Blue Hens, che fanno parte della NCAA Division I, sono affiliati alla Colonial Athletic Association. La pallacanestro, il lacrosse e il football americano sono gli sport principali, le partite interne vengono giocate al Delaware Stadium e indoor al Bob Carpenter Center.

### Pallacanestro
Delaware non è uno dei college più rappresentativi nella pallacanestro, conta solo 5 apparizioni nella post-season senza mai riuscire a vincere un solo match nella March Madness.